# Kleinschmieden (Naila)
Kleinschmieden (früher Kleinschmiede genannt) ist ein Gemeindeteil der Stadt Naila im oberfränkischen Landkreis Hof in Bayern. Kleinschmieden liegt in der Gemarkung Marxgrün.

## Geografie
Das Dorf liegt an der Selbitz. Die Staatsstraße 2195 führt nach Marxgrün (0,6 km südlich) bzw. nach Hölle (0,5 km nördlich). Eine Gemeindeverbindungsstraße führt nach Hölle zur Staatsstraße 2198 (0,4 km nördlich).

## Geschichte
Der Ort wurde ursprünglich Hölle genannt und bestand aus einem Anwesen, dem sogenannten Oberen Gut, das 1515 errichtet wurde. Von 1649 bis 1686 gab es eine Messing- und Drahthütte, von da ab bis etwa 1830 wurde ein Eisenhammer betrieben.
Kleinschmieden gehörte zur Realgemeinde Christusgrün. Gegen Ende des 18. Jahrhunderts bestand Kleinschmieden aus vier Anwesen (3 Gütlein, 1 Hammerwerk). Die Hochgerichtsbarkeit und die Grundherrschaft über sämtliche Anwesen hatte das bayreuthische Kasten- und Richteramt Lichtenberg.
Von 1797 bis 1810 unterstand Kleinschmieden dem Justiz- und Kammeramt Naila. Infolge des Ersten Gemeindeedikts wurde Kleinschmieden dem 1812 gebildeten Steuerdistrikt Lichtenberg und der zugleich entstandenen Ruralgemeinde Marxgrün zugewiesen. Im Zuge der Gebietsreform in Bayern wurde Kleinschmieden am 1. Mai 1978 nach Naila eingemeindet.

### Baudenkmäler
- Quellenhäuschen des Kohlesäurewerks[11]
- Ehemalige Eisenbahnbrücke über die Selbitz[11]

ehemalige Baudenkmäler
- Haus Nr. 1: Ehemaliges Hammerwerk, Oberes Gut. 1685 im Besitz des Ernst Abraham Löwel. 1690 und vermutlich im frühen 19. Jahrhundert erneuert. Zweigeschossiges, verputzt massives Wohnstallhaus, zwei zu sieben Achsen, mit Walmdach. An der östlichen, talseitigen Langseite drei kräftige Mauerstreben und ein profiliertes Sandsteinfenstergewände, wohl 1690. Die zwei südseitigen Zimmer im Erdgeschoss mit profilierten, gespundeten Balken-Bohlen-Decken auf Unterzügen; tonnengewölbter Vorratsraum.[6]
- Haus Nr. 2: Unteres Gut. Zweigeschossiges Wohnstallhaus von 1748, mit Walmdach, nordseitig Halbwalm. Erdgeschoss verputzt massiv, Obergeschoss im Wohnteil aus übertünchtem Fachwerk, über Stall massiv erneuert. Innen Bohlendecken auf Unterzügen.[6]

### Einwohnerentwicklung
| Jahr      | 1799   | 1819  | 1861   | 1871   | 1885  | 1900   | 1925   | 1950   | 1961   | 1970   | 1987  |
| Einwohner | 28     | *     | 26     | 22     | 22    | 24     | 91     | 220    | 226    | 304    | 198   |
| Häuser    | 3      |       |        |        | 3     | 3      | 8      | 20     | 33     |        | 51    |
| Quelle    | [ 13 ] | [ 9 ] | [ 14 ] | [ 15 ] | [ 2 ] | [ 16 ] | [ 17 ] | [ 18 ] | [ 19 ] | [ 20 ] | [ 1 ] |

## Religion
Kleinschmieden ist seit der Reformation evangelisch-lutherisch geprägt und war ursprünglich nach St. Johannes (Lichtenberg) gepfarrt, seit den 1950er Jahren gehört es zum Pfarrsprengel Naila.